# Велинские
Велинские (пол. Wieliński) — дворянский род.
Потомство Василия Ивановича Велинского, Стародубовского городового атамана (1746—1748) в Гетманщине.

## Описание герба
В голубом (или зелёном) поле пень, увенчанный оленьими рогами. Нашлемник: пять страусовых перьев.